# Helina platykarenos
Helina platykarenos este o specie de muște din genul Helina, familia Muscidae, descrisă de Huckett în anul 1966.
Este endemică în California. Conform Catalogue of Life specia Helina platykarenos nu are subspecii cunoscute.